# AFCテュビズ
ロワイヤル・ユニオン・テュビズ＝ブレーヌ (Royale Union Tubize-Braine) は、ベルギー・ブラバン・ワロン州テュビーズを本拠地とするサッカークラブである。

## 歴史
1990年にF.C. TubizeとAmis Réunis de Tubizeという2つのクラブが合併して誕生した。2007-08シーズンの2部リーグで2位に入り1部への昇格を果たした。

## 過去の成績
- 2002-03 ベルギー・サードディビジョン 優勝 昇格
- 2003-04 ベルギー・セカンドディビジョン 4位
- 2004-05 ベルギー・セカンドディビジョン 6位
- 2005-06 ベルギー・セカンドディビジョン 12位
- 2006-07 ベルギー・セカンドディビジョン 9位
- 2007-08 ベルギー・セカンドディビジョン 2位 昇格
- 2008-09 ジュピラー・プロ・リーグ 17位 降格
- 2009-10 ベルギー・セカンドディビジョン 15位
- 2010-11 ベルギー・セカンドディビジョン 8位
- 2011-12 ベルギー・セカンドディビジョン 12位
- 2012-13 ベルギー・セカンドディビジョン 9位
- 2013-14 ベルギー・セカンドディビジョン 6位
- 2014-15 ベルギー・セカンドディビジョン 8位

## 歴代監督
- エンツォ・シーフォ 2004-2006
- アルベール・カルティエ 2008-2009
- コルベア・マルロー（フランス語版） 2014-2016

## 歴代所属選手
- ロンサナ・ドゥンブヤ 2013-2015
- ジョナタン・エリス 2013-2014
- 黄辰成 2014
- カンタン・ブナルドー 2015-2017
- 南昇佑 2015
- 坂井大将 2017